# Meizu 18
Meizu 18 и 18 Pro — флагманские смартфоны компании Meizu, вышедшие 3 марта 2021 года.

## Технические характеристики

### Процессор
В обоих смартфонах используется процессор Snapdragon 888.

### Камеры

#### 18
Имеется основной тройной блок камер, содержащий 8 МП, 16 МП и 64 МП, а также фронтальную камеру на 20 МП.

#### 18 Pro
Имеется основной тройной блок камер, содержащий 8 МП, 32 МП и 50 МП, а также фронтальную камеру на 44 МП. Имеет 30-кратный цифровой зум. Предусмотрена гибридная система стабилизации OIS + EIS.

### ОЗУ
ОЗУ послужил стандарт оперативной памяти под кодом LPDDR5.

### Экран

#### 18
Количество пикселей в экране — 3200x1440. Имеется поддержка HDR+10 и 120 Гц. Диагональ — 6,23"

#### 18 Pro
Имеется поддержка HDR+10 и 120 Гц. Диагональ — 6,7"

## Дизайн
Обе модели смартфона имеют крышку из стекла. В верхней части находится модуль для камер. В нижнем левом углу находится логотип компании Meizu.
Смартфон Meizu 18 поставляется в трёх цветах:
- белый
- голубой (морской)
- бледно-розовый(-фиолетовый)

Смартфон Meizu 18 Pro имеет те же цвета, но к ним добавляется светло-серый.

## Комплектация
Во время выпуска смартфона компания заявила, что в комплекте будет отсутствовать зарядный блок, с пояснением, что его можно получить бесплатно, вернув компании два старых зарядных блока. В комплекте присутствует зарядка (провод) на 30-Ватт.

## Цена
| Валюта                   | Meizu 18 (8+128GB) | Meizu 18 (8+256GB) | Meizu 18 (12+256GB) | Meizu 18 Pro (8+128GB) | Meizu 18 Pro (8+256GB) | Meizu 18 Pro (12+256GB) |
| ------------------------ | ------------------ | ------------------ | ------------------- | ---------------------- | ---------------------- | ----------------------- |
| российские рубли (₽)     | 50200              | 53600              | 56900               | 56900                  | 62700                  | 68400                   |
| китайские юани           | 4399               | 4699               | 4999                | 4399                   | 4699                   | 4999                    |
| американские доллары ($) | 680                | 727                | 773                 | 773                    | 850                    | 928                     |

## Особенности
- Оба смартфона получили ультразвуковой сканер отпечатков пальцев Qualcomm 3D Sonic, вибромоторчик mEngine 4.0 и стереодинамики.